# Klaus Sator
Klaus Sator (* 1956) ist ein deutscher Gymnasiallehrer, Politologe, Historiker, wissenschaftlicher Dokumentar, Informationsmanager und Autor.

## Leben
Klaus Sator schrieb seine Dissertation 1994/95 an der Technischen Hochschule Darmstadt zum Thema Der Aufstieg Hitlers und Henleins und die sudetendeutsche Arbeiterbewegung. Er veröffentlichte eigene Arbeiten zur Geschichte der Arbeiterbewegung und des deutschen Widerstandes gegen den Nationalsozialismus, zur Homosexuellenforschung, der Tanzwissenschaft und der Informationswissenschaft. Als Kurator war er an der Erstellung mehrerer Ausstellungen für das Centrum Schwule Geschichte in Köln beteiligt, darunter die in mehrere Sprachen übersetzte und in zahlreichen Ländern Europas gezeigte Ausstellung Gegen die Regeln. Lesben und Schwule im Sport.
Bis Ende 2021 war er in der Verwaltung beim Deutschen Bundestag in Berlin tätig, u. a. in der Parlamentsdokumentation, der Pressedokumentation und im Fachbereich Geschichte, Politik und Zeitgeschichte der Wissenschaftlichen Dienste. Dort hat er zahlreiche Beiträge für die von diesem herausgegebene Reihe Aktueller Begriff verfasst. Klaus Sator ist seit 2019 stellvertretendes Mitglied für den Fachverband Homosexualität und Geschichte im Kuratorium der Bundesstiftung Magnus Hirschfeld und seit 2022 Redaktionsmitglied von Invertito, dem Jahrbuch zur Geschichte der Homosexualitäten.

## Schriften (Auswahl)
- Die Digitalisierung der Pressedokumentation beim Deutschen Bundestag / Ein problemorientierter Rückblick, in: Information Wissenschaft & Praxis, 74. Jg. (2023), Heft 1, Seite 1–8 (Teil 1) und Heft 2–3, S. 109–117 (Teil 2)
- Bernd-Ulrich Hergemöller (Hg.), Mann für Mann / Biographisches Lexikon zur Geschichte von Freundesliebe und mannmännlicher Sexualität im deutschen Sprachraum. Unter Mitwirkung von Nicolai Clarus, Jens Dobler, Klaus Sator, Axel Schock und Raimund Wolfert neubearbeitet und ergänzt von Bernd-Ulrich Hergemöller. 2 Bde., Münster: Lit Verlag 2010, ISBN 978-3-643-10693-3
- John Olday / Auf den Spuren eines schwulen Künstlers und Anarchisten, in: Invertito, 11. Jg. (2009), S. 91–118
- Spezielle Probleme im Tanz / Homo-, Bi- und Transsexualität, in: Elisabeth Exner-Grave (Hg.), Tanzmedizin / Die medizinische Versorgung professioneller Tänzer, Stuttgart 2008, S. 137–140
- Německá sociálně demokratická strana dělnická v Československé republice, in: Stanislav Kokoška/Thomas Oellermann, (Hg.), Sudetští Němci proti Hitlerovi: sborník německých odborných studií, Prag 2008, S. 18–29
- mit Klaus Vondung: Faunübernzaun / Neue Arbeiten zu einem mythologischen Prinzip / Olaf neopan Schwanke, Katalog zur Ausstellung in der Städtischen Galerie Haus Seel und Folgeausstellungen, Siegen [i. e. Biersdorf, Steinbaum 20]: O. n. Schwanke, 2004
- Tanz und Homosexualität / Sexuelle Identitäten hinter und auf der Bühne, in: Invertito, 5. Jg. (2003), S. 67–100
- Schwule, Lesben und Sport / Ein Tabuthema, in: Invertito, 3. Jg. (2001), S. 136–147
- Die Pressedokumentation beim Deutschen Bundestag / Probleme der Einführung eines Thesaurus, in nfd – Information – Wissenschaft und Praxis, H. 6/1998, S. 353–360
- Der deutsche Widerstand gegen den Nationalsozialismus / Anmerkungen zu einem schwierigen Begriff, in: Exilforschung, Bd. 15 (1997), S. 149–160
- Anpassung ohne Erfolg / Die sudetendeutsche Arbeiterbewegung und der Aufstieg Hitlers und Henleins 1930 - 1938, zugleich Dissertation an der Technischen Hochschule Darmstadt,  1994/95 unter dem Titel: Sator, Klaus: Der Aufstieg Hitlers und Henleins und die sudetendeutsche Arbeiterbewegung, in der Reihe WB-Edition Universität / mit der Carlo-und-Karin-Giersch-Stiftung der Technischen Hochschule Darmstadt, Bd. 2, Darmstadt: Wissenschaftliche Buchgesellschaft [Abt. Verl.], 1996, ISBN 3-534-12925-3
- Die Sexualdenunziation als Kampfmittel der Propaganda der organisierten Arbeiterbewegung gegenüber dem Nationalsozialismus / Der „Fall Rutha“ in der sudetendeutschen marxistischen Presse, in: IWK, 30. Jg. (1994), S. 404–413
- Das kommunistische Exil und der deutsch-sowjetische Nichtangriffspakt, in: Exilforschung, Bd. 8 (1990), S. 29–45.
- Grosskapital im Faschismus / dargestellt am Beispiel der IG-Farben, in der Reihe Marxistische Taschenbücher, Bd. 122, Frankfurt am Main: Verlag Marxistische Blätter, 1978, ISBN 3-88012-541-4